# Pacyfikacja Róży
Pacyfikacja Róży – masowy mord na polskiej ludności cywilnej dokonany przez okupantów niemieckich 2 lutego 1943 we wsi Róża w województwie lubelskim, w powiecie tomaszowskim, w gminie Susiec.

## Przebieg pacyfikacji
Podczas II wojny światowej i niemieckiej operacji wysiedleńczej na Zamojszczyźnie w rejonie wsi Zaboreczno rozegrała się bitwa pomiędzy niemiecką policją a oddziałami Batalionów Chłopskich (1 lutego 1943). Niemcy ponieśli porażkę i stracili kilkudziesięciu zabitych. Po zakończeniu bitwy 5. kompania BCh dowodzona przez por. Stanisława Ligenzę ps. „Grom” zatrzymała się na odpoczynek we wsi Róża.
2 lutego 1943 roku Różę otoczyły niemieckie oddziały. Kompania „Groma” zdołała się wydostać z okrążenia, jednakże w ręce Niemców wpadli ranni z partyzanckiego punktu sanitarnego, który był ulokowany w miejscowej gajówce. Wszystkich jeńców wymordowano. Niemcy przeprowadzili również odwetową pacyfikację wsi. Zamordowano wtedy 36 mieszkańców, w tym trzynaście kobiet i ośmioro dzieci poniżej 15. roku życia. Najmłodsza ofiara liczyła 2 lata, najstarsza 70 lat. Spalono 9 gospodarstw. Sprawcami zbrodni byli funkcjonariusze niemieckiej żandarmerii z Krasnobrodu.
Niemcy po zamordowaniu ludzi i spaleniu połowy wsi Róża, wycofali się w stronę Krasnobrodu.
Po pacyfikacji wśród ocalałych budynków w Róży ukryła się ranna w nogę w czasie ucieczki z gajówki sanitariuszka Wanda Cisek. Została zamordowana później we wsi Krajkamionka w powiecie hrubieszowskim przez UPA podczas walk w 1944; przybili ją gwoździami na drzwiach stodoły.
Po wojnie w miejscu, gdzie znajdowała się gajówka, postawiono krzyż. W 1982 roku wzniesiono tam pomnik wykonany z piaskowca, upamiętniający partyzantów i mieszkańców Róży zamordowanych w czasie pacyfikacji.
O tragicznych wydarzeniach w Róży opowiada książka wydana przez Urząd Gminy Susiec autorstwa Mieczysława Kawki pt. Dramat Róży 2 luty 1943 r.